# Le Sacq

Le Sacq este o comună în departamentul Eure, Franța. În 2015 avea o populație de 290 de locuitori.